# Torre de Pero Niño
La Torre de Pero Niño o Torre de la Aguilera, en el término municipal de San Felices de Buelna (Cantabria, España), fue declarada Bien de Interés Cultural el 13 de octubre de 1983. Se encuentra en el barrio de Llano . Actualmente es un museo que recrea la vida y la época de Pero Niño.

## Historia
Esta torre-cubo fue construida a finales del siglo xiv, en estilo gótico. Su constructor no fue Pero Niño, sino su hermano, Alfonso Niño Laso de la Vega, merino mayor de Valladolid. Luego pasó en herencia a Pero Niño y, a la muerte de este, hubo un litigio entre María, hija de Pero Niño, y un sobrino del almirante, por la propiedad de la torre.
En la torre hay una placa conmemorativa de Pero Niño:

Torre solar del Almirante Pero Niño, conde de Buelna, ilustre marino montañés que en 1405 armó en Santander una flota de naos y galeras con la cual extendió el poder naval castellano por las costas atlánticas de Europa.

A finales de 2000 se realizaron unas obras, que culminaron con la apertura de un museo en su interior el 12 de enero de 2008.

## Descripción
Se trata de una torre de planta rectangular y tres alturas. La planta baja sería de 4,50 metros de alto; la segunda, o planta noble en la que tendría sus estancias el señor, mediría 4,30 metros; la última planta sería de menor altura, unos 2,70 metros. Está construida en piedra de mampostería, reservándose la sillería para los esquinales y los vanos. Los muros alcanzan un grosor de 90 centímetros, si bien en la última planta son más delgados. 
Es muy ancha: mide 14 metros de largo por 9 de ancho y la altura llega en torno a los 11,50 metros, que es aproximadamente lo que debió medir en la Baja Edad Media.
La fachada principal es la oriental, en la que la puerta de acceso está bajo un arco apuntado y con grandes dovelas. El resto de los vanos son también apuntados, excepto los dos que aparecen en el tercer piso de las fachadas oriental y meridional, que son de medio punto. Estos grandes vanos serían puertas para pasar a los cadalsos, galerías de madera que estaban en la parte superior de las torres medievales a modo de defensa. En la torre de Pero Niño aún pueden verse los puntos de apoyo de estas estructuras a la altura del tercer piso.

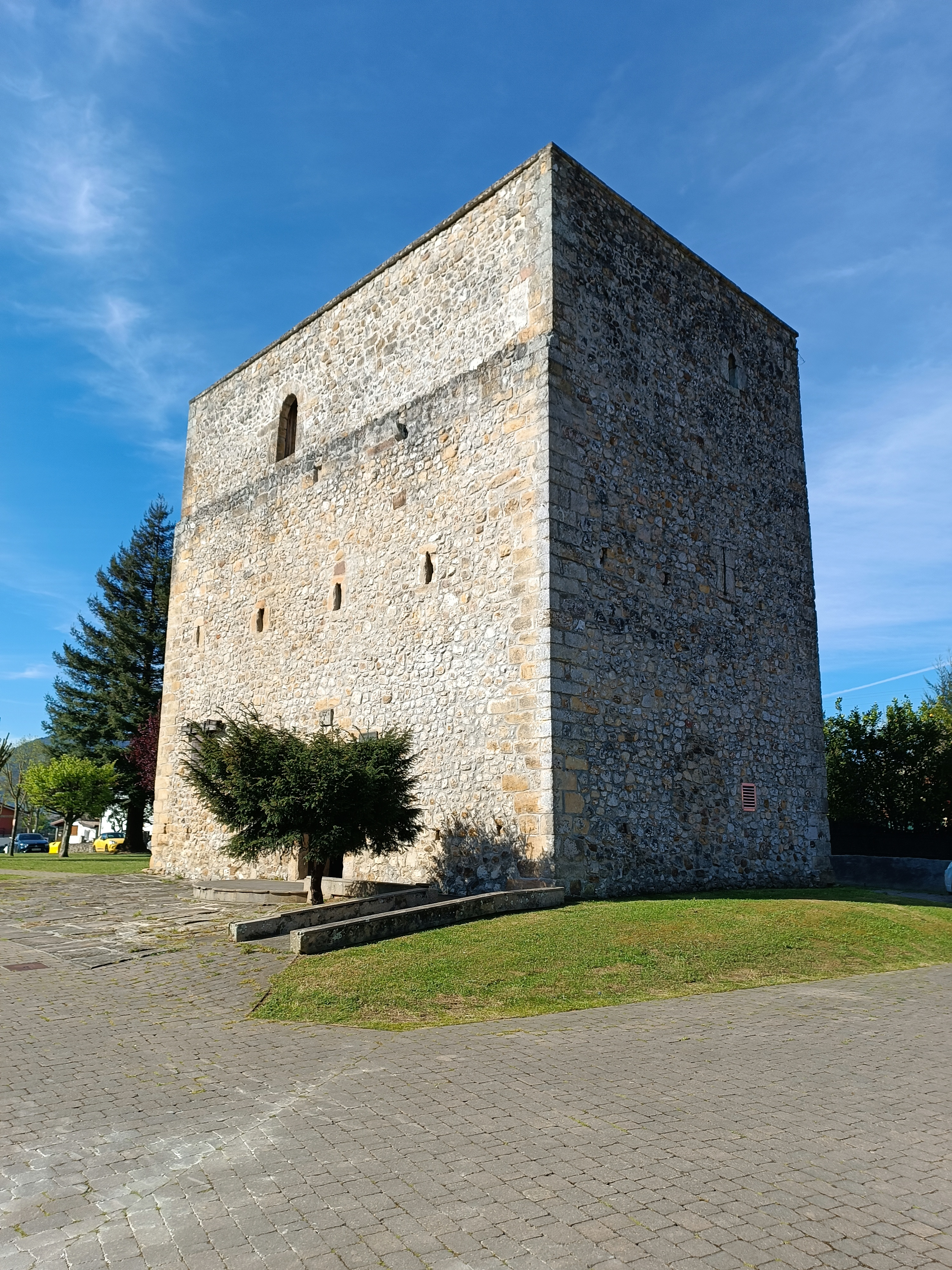
La Torre de Pero Niño en 2024